# Taiye Selasi
Taiye Selasi (Londres, 1979) és escriptora, fotògrafa i cineasta anglesa. Taiye Selasi fou criada a Massachusetts (EUA), de pares ghanesos i nigerians. És llicenciada en Estudis americans per la Universitat Yale, va obtenir un màster en relacions internacionals per la Universitat d'Oxford. El 2005 va publicar l'assaig seminal Bye-Bye, Babar (Or: What is an Afropolitan?) (LIP Magazine, 2005), que oferia una visió alternativa de la identitat africana per a les generacions transnacionals. El 2011 va debutar en la ficció amb el relat breu The Sex Lives of African Girls (Granta, 2011), seleccionada per a la publicació Best American Short Stories 2012 (Mariner Books, 2012). L'any 2013 va publicar la seva primera novel·la, Lejos de Ghana (Salamandra, 2014), que va formar part de la llista de bestsellers de The New York Times i de la dels deu millors llibres de l'any de The Wall Street Journal i The Economist. Amb el director Teddy Goitom, de Stocktown Films, Selasi és productora executiva d'AFRIPEDIA, un documental de sis parts sobre els creatius africans. Amb els productors Fernando Meirelles i Hank Levine, està desenvolupant EXODUS, un documental sobre la migració global.